# Білялетдінов Зінетула Хайдарович
Зінетула Білялетдінов (рос. Зинэтула Билялетдинов, нар. 13 березня 1955, Москва) — радянський хокеїст, що грав на позиції захисника. Грав за збірну команду СРСР. Згодом — хокейний тренер.

## Ігрова кар'єра
Хокеєм Зінетула почав займатись в школі, яку організував колишній футболіст київського «Динамо» Аркадій Ларіонов.
У 1969 потрапив до хокейної школи московського «Динамо».
Професійну хокейну кар'єру розпочав 1973 року.
Усю професійну клубну ігрову кар'єру, що тривала 16 років, провів, захищаючи кольори команди «Динамо» (Москва).
Виступав за збірну СРСР (1976—1988) провів 253 гри, закинув 21 шайбу.

### Статистика
| Сезон   | Клуб              | Ліга | Регулярний сезон | Регулярний сезон | Регулярний сезон | Регулярний сезон | Регулярний сезон |
| Сезон   | Клуб              | Ліга | І                | Г                | П                | О                | ШХ               |
| ------- | ----------------- | ---- | ---------------- | ---------------- | ---------------- | ---------------- | ---------------- |
| 1973–74 | «Динамо» (Москва) | СРСР | 22               | 0                | 1                | 1                | 2                |
| 1974–75 | «Динамо» (Москва) | СРСР | 36               | 2                | 1                | 3                | 6                |
| 1975–76 | «Динамо» (Москва) | СРСР | 34               | 1                | 2                | 3                | 13               |
| 1976–77 | «Динамо» (Москва) | СРСР | 33               | 1                | 4                | 5                | 18               |
| 1977–78 | «Динамо» (Москва) | СРСР | 35               | 2                | 3                | 5                | 27               |
| 1978–79 | «Динамо» (Москва) | СРСР | 43               | 6                | 4                | 10               | 55               |
| 1979–80 | «Динамо» (Москва) | СРСР | 43               | 14               | 8                | 22               | 44               |
| 1980–81 | «Динамо» (Москва) | СРСР | 0                | 6                | 5                | 11               | 54               |
| 1981-82 | «Динамо» (Москва) | СРСР | 0                | 6                | 9                | 15               | 0                |
| 1982-83 | «Динамо» (Москва) | СРСР | 42               | 1                | 8                | 9                | 20               |
| 1983-84 | «Динамо» (Москва) | СРСР | 42               | 2                | 6                | 8                | 36               |
| 1984-85 | «Динамо» (Москва) | СРСР | 36               | 4                | 8                | 12               | 24               |
| 1985-86 | «Динамо» (Москва) | СРСР | 40               | 11               | 14               | 25               | 38               |
| 1986-87 | «Динамо» (Москва) | СРСР | 40               | 6                | 5                | 11               | 12               |
| 1987-88 | «Динамо» (Москва) | СРСР | 46               | 1                | 10               | 11               | 20               |

## Тренерська кар'єра
У 1988 — 1992 був асистентом головного тренера московського «Динамо».
З 1993 по 1997 за запрошенням, працював у НХЛ, де був асистентом головного тренера «Вінніпег Джетс», у 1996 клуб переїхав до США та отримав назву «Фінікс Койотс».  
З 1997 по 2000 головний тренер клубу «Динамо» (Москва). 
Один сезон був головним тренером швейцарської команди «Лугано».
У 2002 — 2004 знову очолює московське «Динамо».
Входив до тренерського штабу збірної Росії на чемпіонатах світу 1998, 1999 та 2000 та зимових Олімпійських іграх 1998, зимових Олімпійських іграх 2002.
З травня 2004 по березень 2005 головний тренер збірної Росії.
З 30 вересня 2004 по червень 2011 головний тренер казанського клубу «Ак Барс».
27 червня 2011 очолює національну збірну Росії, контракт розрахований до кінця 2014. Ставши чемпіоном світу в 2012, надалі збірна під його керівництвом зазнала невдач на чемпіонаті світу 2013, а на зимових Олімпійських іграх 2014 росіяни взагалі не потрапили до квартету найсильніших.
13 липня 2014 Зінетула знову очолив казанський клуб «Ак Барс».

## Досягнення

### Як гравець
У складі «Динамо» (Москва):
Чемпіонат СРСР
- Срібний призер (7): 1977, 1978, 1979, 1980, 1985, 1986, 1987
- Бронзовий призер (6): 1974, 1976, 1981, 1982, 1983, 1988

Кубок СРСР
- Володар: 1976
- Фіналіст (3): 1974, 1979, 1988

У складі збірної СРСР:
Зимові Олімпійські ігри
- Чемпіон: 1984 (Сараєво)
- Срібний призер: 1980 (Лейк-Плесід)

Чемпіонат світу
- Чемпіон (6): 1978, 1979, 1981, 1982, 1983, 1986
- Срібний призер: 1987
- Бронзовий призер: 1985

Чемпіонат Європи
- Чемпіон (8): 1978, 1979, 1981, 1982, 1983, 1985, 1986, 1987

Кубок виклику
- Володар: 1979

Кубок Канади
- Володар: 1981

### Як тренер
Чемпіонат Росії
- Чемпіон (4): 2000 («Динамо» (Москва), 2006, 2009, 2010 (усі з «Ак Барсом»).
- Срібний призер: 1999 («Динамо» (Москва), 2007, 2015 (усі з «Ак Барсом»).

Кубок Гагаріна
- Володар (3): 2009, 2010, 2018 («Ак Барс»).
- Фіналіст: 2015 («Ак Бар»).

Євроліга
- Срібний призер (2): 1998, 1999 («Динамо» (Москва).

Кубок європейських чемпіонів
- Володар: 2007 («Ак Барс»).

Континентальний кубок
- Володар: 2008 («Ак Барс»).

Чемпіонат світу
- Чемпіон: 2012.